# Osman 2.
Osman 2. (født 3. november 1605, død 20. maj 1622) var sultan over Det Osmanniske Rige1618-1622. Osman blev ved sin fars, Ahmed 1.'s, død (1617) fjernet fra tronfølgen til fordel for den kongelige families ældste mand, farbroderen Mustafa 1. Det skete efter  faderens egen ordre og er første eksempel på anvendelsen af det i Tyrkiet derefter gældende princip for tronfølge. 